# Alice de Norfolk
Titre
Baronne Montagu
1338 – 1352
(14 ans)
Alice de Norfolk ou Alice de Brotherton (1324 - 30 janvier 1352) était une aristocrate anglaise. Elle est la fille de Thomas de Brotherton et la petite-fille du roi Édouard Ier d'Angleterre. Elle a épousé Édouard Montagu, 1er baron Montagu. C'est une descendante du roi de France Saint Louis.

## Biographie
Alice de Norfolk, probablement née vers 1324, est la fille de  Thomas de Brotherton, fils du roi Édouard Ier et de sa seconde épouse Marguerite de France, fille du roi Philippe III de France. Sa mère était Alice de Hales, fille de Sir Roger de Hales. Elle avait un frère aîné, Édouard de Norfolk, marié à Béatrice Mortimer, et une sœur aînée, Marguerite de Norfolk.
Le père d'Alice meurt en août 1338. Son fils unique, Édouard de Norfolk, l'ayant précédé dans la tombe, Alice et sa sœur étaient les seules héritières de leur père. En mars 1339, le roi Édouard III ordonna à William Trussell de remettre à Alice et à son mari, Édouard Montagu, sa part des terres de son père. 
Alice de Norfolk mourut à Bungay peu avant le 30 janvier 1352 des suites des coups de son mari et de ses complices, crime pour lequel ils furent inculpés.
Ses héritières étaient ses filles Elizabeth, Maud et Jeanne. À sa mort ses filles ont été envoyées vivre avec la belle-mère d'Alice, Elizabeth Montfort, qui, après le décès de son premier mari, William Montagu, avait épousé Thomas Furnivall. 

## Mariage et descendance
Le 4 février 1333, furent célébrées les fiançailles d'Alice avec William Montagu (1328-1397), fils et héritier de William Montagu, 1er comte de Salisbury, et de Katherine Grandison. Le contrat de mariage a ensuite été déclaré nul. 
Alice épousa finalement, avant le 29 août 1338, l'oncle de William, Édouard Montagu (?-1361), le plus jeune fils de William Montagu, et d'Elizabeth Montfort.   De ce mariage naquit un fils et quatre filles : 
- Édouard Montagu (décédé avant février 1359), fils et héritier apparent, qui, en mai 1343, fut fiancé à Blanche de Mowbray, fille de John de Mowbray et de Jeanne de Lancastre, fille d'Henri de Lancastre.
- Audrey Montagu, décédée avant février 1359. [4]
- Elizabeth Montagu (1344 - juillet 1361), qui épousa, avant février 1359, Walter d'Ufford, troisième fils de Robert d'Ufford et de Margaret Norwich, fille de Sir Walter Norwich, trésorier de l'Échiquier. [9]
- Maud Montagu (décédée avant le 5 octobre 1393), élue abbesse de l'abbaye de Barking le 20 avril 1377.
- Jeanne Montagu (2 février 1349 - avant le 27 juin 1376), qui épousa, avant le 28 octobre 1362, William d'Ufford (30 mai 1338 - 15 février 1382), par qui elle eut quatre fils et une fille. [10]

## Sources
- Archer, Rowena E. (2004). "Brotherton, Margaret, suo jure duchess of Norfolk (c.1320–1399)". Oxford Dictionary of National Biography (éd. En ligne). Oxford University Press. doi : 10.1093 / réf: odnb / 53070 .
- Bernard Burke, A Genealogical History of the Dormant, Abeyant, Forfeited and Extinct Peerages of the British Empire, Londres, Harrison, 1866 (lire en ligne), 373
- George Edward Cokayne, The Complete Peerage, edited by H.A. Doubleday and Lord Howard de Walden, vol. IX, Londres, St. Catherine Press, 1936
- Gross, Anthony (2004). "Montagu, William, second Lord Montagu (c.1285–1319)". Oxford Dictionary of National Biography (éd. En ligne). Oxford University Press. doi : 10.1093 / réf: odnb / 19000 .
- Ormrod, W.M. (2004). "Ufford, Robert, first earl of Suffolk (1298–1369)". Oxford Dictionary of National Biography (éd. En ligne). Oxford University Press. doi : 10.1093 / réf: odnb / 27977 .
- Douglas Richardson, Plantagenet Ancestry: A Study in Colonial and Medieval Families, vol. II, Salt Lake City, 2nd, 2011 (ISBN 1449966349)
- Waugh, Scott L. (2004). "Thomas, first earl of Norfolk (1300–1338)". Oxford Dictionary of National Biography (éd. En ligne). Oxford University Press. doi : 10.1093 / réf: odnb / 27196 .